# Gordon Slade

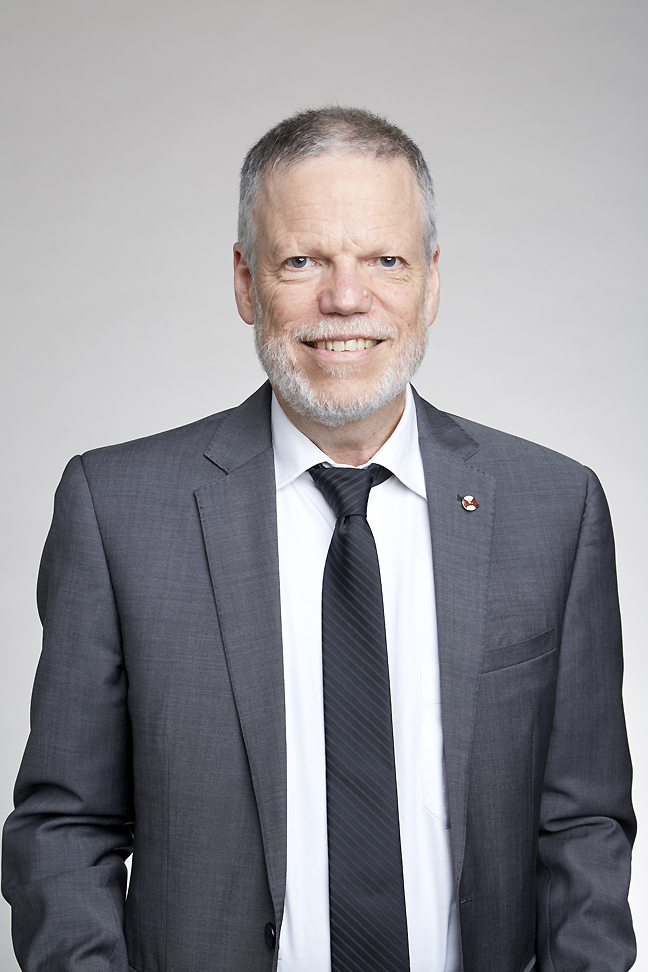
Gordon Slade

Gordon Douglas Slade (* 1955 in Toronto) ist ein kanadischer Mathematiker, der sich mit Wahrscheinlichkeitstheorie befasst.
Slade studierte an der University of Toronto mit dem Bachelorabschluss 1977 und wurde 1984 bei Lon Rosen und Joel Feldman an der University of British Columbia promoviert.  Als Post-Doktorand war er Lecturer an der University of Virginia. Ab 1986 war er an der McMaster University und seit 1999 ist er Professor an der University of British Columbia.
Er entwickelte die Technik der lace expansion (ursprünglich von David Brydges und Thomas C. Spencer 1985 eingeführt) mit Anwendung auf schwierige Probleme der Wahrscheinlichkeitstheorie und statistischen Mechanik wie der selbstmeidenden Irrfahrt und deren numerische Aufzählung, Zufallsgraphen, Perkolation, verzweigte Polymere.
1989 zeigte er mit Takashi Hara, dass die Aizenman-Newman-Dreiecksbedingung bei kritischer Perkolation (häufig als Modell für Phasenübergänge betrachtet) in genügend hoher Dimension gültig ist. Aus ihr folgen Eigenschaften der Molekularfeldnäherung.
1991 bewies er mit Hilfe der Lace Expansion mit T. Hara, dass in fünf oder mehr Dimensionen der mittlere zurückgelegte Weg bei selbstmeidenden Irrfahrten mit der Quadratwurzel der Anzahl der Schritte wächst (wie bei einer einfachen Irrfahrt) und dass im Skalierungsgrenzwert Brownsche Bewegung ist.
1995 erhielt er den Coxeter-James-Preis und 2010 den CRM-Fields-PIMS Prize. 2010 wurde er Fellow des Fields Institute, 2000 der Royal Society of Canada und 2017 der Royal Society. Er ist Fellow der American Mathematical Society (2012) und des Institute of Mathematical Statistics. 2003 erhielt er mit Remco van der Hofstad den Preis des Institut Henri Poincaré. Für 2018 wurde ihm der Jeffery-Williams-Preis zugesprochen.
1994 war er Invited Speaker auf dem Internationalen Mathematikerkongress in Zürich (The critical behaviour of random systems). Bei dem Vortrag Renormalization group analysis of weakly self-avoiding walk in dimensions 4 and higher von David Brydges auf dem ICM 2010 in Hyderabad war er Ko-Autor.
Er war im Herausgebergremium des Canadian Journal of Mathematics.

## Schriften
- mit Neal Madras Self avoiding walk, Birkhäuser 1993
- The lace expansion and its applications (Ecole d’Eté de Probabilités de Saint-Flour XXXIV, 2004), Springer Verlag 2006 (The lace expansion and its applications, pdf)
- Probabilistic Models of critical phenomena (Princeton Companion to Mathematics)